# Beija-Flor (Belo Horizonte)
Beija-Flor é um bairro da região administrativa do Nordeste, na cidade de Belo Horizonte, em Minas Gerais.

## Ligações Externas
- Dados gerais sobre a cidade de Belo Horizonte